# Monima (bướm đêm)
Monima  là một chi bướm đêm thuộc họ Noctuidae.